# Nilautama minutispina
Nilautama minutispina är en insektsart som beskrevs av William D. Funkhouser. Nilautama minutispina ingår i släktet Nilautama och familjen hornstritar. Inga underarter finns listade i Catalogue of Life.